# Wolfgang-Weyrauch-Förderpreis

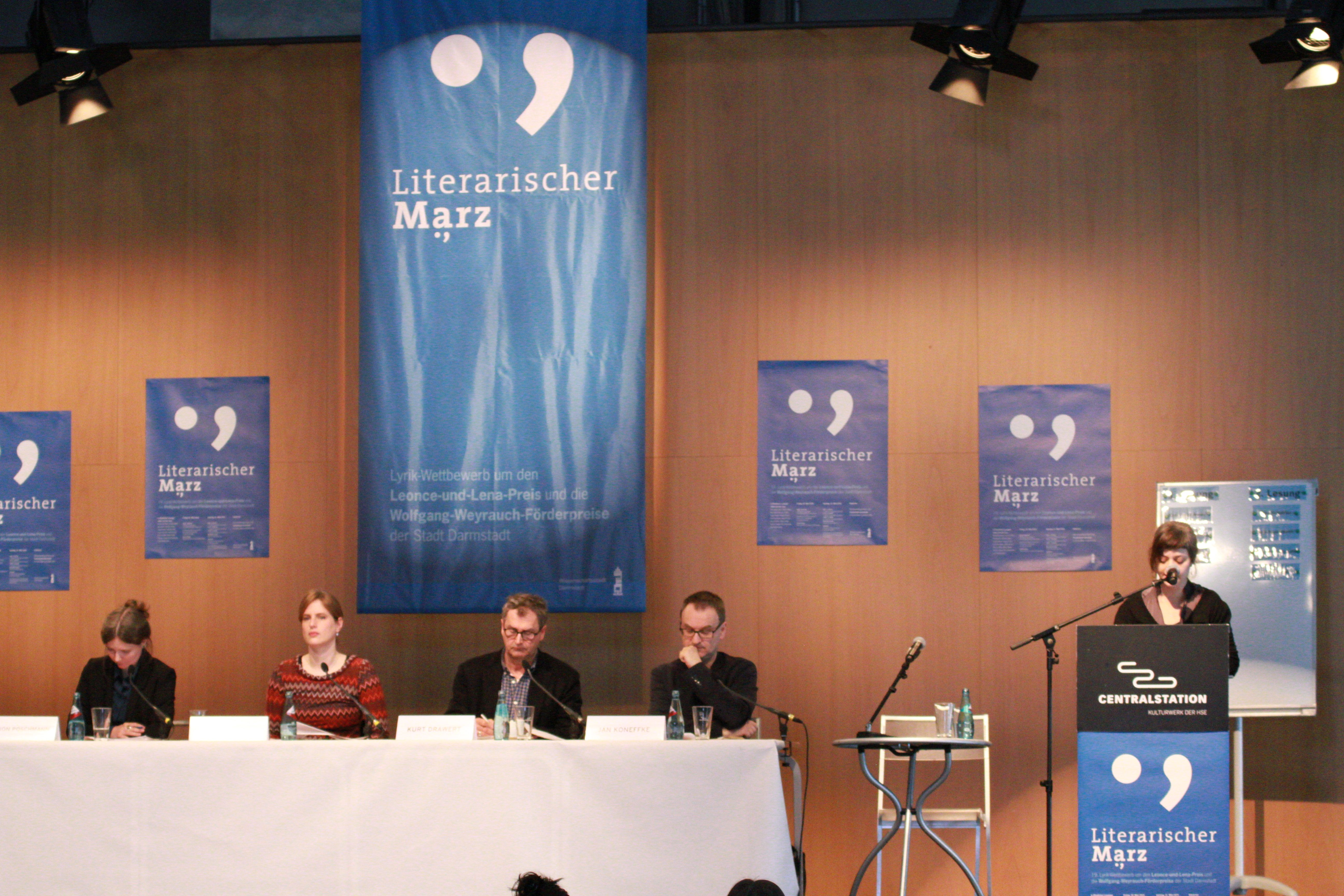
Lesung von Özlem Özgül Dündar, Preisträgerin von 2015. Seitlich erkennbar sind die Jurymitglieder (v. l. n. r.) Marion Poschmann, Insa Wilke (Moderatorin), Kurt Drawert und Jan Koneffke

Der Wolfgang-Weyrauch-Förderpreis ist ein Literaturpreis der Nachwuchsförderung im Bereich der deutschsprachigen Lyrik, der im zweijährlichen Turnus beim Lyrik-Wettbewerb Literarischer März von der Stadt Darmstadt verliehen wird. Er ist nach dem deutschen Schriftsteller Wolfgang Weyrauch benannt.
Die Auszeichnung ist der „kleine Bruder“ des Leonce-und-Lena-Preises und hieß vor der jetzigen Namensgebung bis 1997 „Arbeitsstipendien“.

## Preisgeld
Der kulturpolitische Förderpreis ist mit 8000 Euro dotiert.

## Verleihungskriterien
In jedem zweiten Jahr schreibt die Stadt Darmstadt den Leonce-und-Lena-Preis und die Wolfgang-Weyrauch-Förderpreise in Höhe von je insgesamt 8000 EUR für deutschsprachige Lyrik aus. 2019 fand der Literarische März zum 21. Mal statt.

## Preisträger
- 1979: Anna Jonas
- 1981: Renate Fueß und Tina Stotz-Stroheker
- 1983: Wolf-Dieter Eigner, Klaus Hensel, Barbara Maria Kloos und Rainer René Mueller
- 1985: Hansjörg Schertenleib und Sabine Techel
- 1987: William Totok und Michael Wildenhain
- 1989: Lioba Happel, Durs Grünbein und Rainer Schedlinski
- 1991: Dirk von Petersdorff und Barbara Köhler
- 1993: Dieter M. Gräf und Ludwig Steinherr
- 1995: Ulrike Draesner, Thomas Gruber und Christian Lehnert
- 1997: Franzobel und Andreas Altmann
- 1999: Anja Nioduschewski, Nicolai Kobus, Henning Ahrens
- 2001: Mirko Bonné, Maik Lippert, Hendrik Rost
- 2003: Marion Poschmann und Nico Bleutge
- 2005: Karin Fellner und Hendrik Jackson
- 2007: Nora Bossong und Andrea Heuser
- 2009: Juliane Liebert und Judith Zander
- 2011: Andre Rudolph und Jan Volker Röhnert
- 2013: Uljana Wolf und Tobias Roth
- 2015: Anja Kampmann und Özlem Özgül Dündar
- 2017: Jan Skudlarek und Christoph Szalay
- 2019: Alexandru Bulucz und Charlotte Warsen
- 2021: Anna Hetzer und Lara Rüter
- 2023: Robert Stripling und Sophia Klink
- 2025: Ana Tcheishvili und Ozan Zakariya Keskinkilic